# 無限の住人
『無限の住人』（むげんのじゅうにん）は、沙村広明による日本の漫画。1993年のアフタヌーン四季賞にて四季大賞を受賞した同名の読切作品が元となっており、『月刊アフタヌーン』（講談社）にて、1993年6月から2012年12月まで連載された。作者のデビュー作で、略称は「むげにん」。英題は『Blade of the Immortal』。
不老不死の肉体を持つ用心棒を中心とする時代劇ものの作品。江戸時代の日本を舞台としているが、奇抜な衣装を身にまとう人物や独創的な武器が多数登場する。1997年に第1回文化庁メディア芸術祭マンガ部門優秀賞を受賞し、英語版が2000年にアイズナー賞最優秀国際作品部門を受賞している。2016年12月時点で累計発行部数は750万部を突破している。
スピンオフ作品として、沙村協力のもと、滝川廉治（原作）と陶延リュウ（作画）による『無限の住人〜幕末ノ章〜』（むげんのじゅうにん ばくまつのしょう）が、『月刊アフタヌーン』にて2019年7月号より2024年7月号まで連載。また、メディアミックスとして、2度のアニメ化や、舞台化、木村拓哉主演による実写映画化が行われている。

## あらすじ
ストーリーの詳細は無限の住人の登場人物のそれぞれの項目を参照。
剣客集団・逸刀流（いっとうりゅう）に両親を殺され、実家の剣術道場を潰された少女・浅野凜（あさの りん）は仇討ちを遂げるため、不老不死の肉体を持つ男・万次（まんじ）に用心棒を依頼する。依頼を受けた万次は、凜と共に逸刀流との戦いに身を投じることになる。
当初、凛と万次は浅野道場を襲い両親を殺害した逸刀流の者たち（すなわち直接の仇敵）や天津影久を殺害し、逸刀流を潰すことを目的としていた。
しかし逸刀流や、それを潰そうとする無骸流、幕府の刺客などと斬り合い、時に親交をむすぶ中で「天津影久を殺して逸刀流を潰せば個人的な復讐は果たせるが、はたしてそれでいいのか？」と思い悩むようになる。

## 用語
※参考文献：実写映画版パンフレット（2017年）
逸刀流（）
約50年前に天津三郎によって興された新たな流派。「勝つことが剣の道」であるという口上の下、二代目当主となった天津影久によってあらゆる流派の垣根を取り払い統一するため、江戸中の道場を回り、決闘を申し込んでいる。
無天一流（）
浅野道場が代々受け継いだ流派。「剣は礼節を持って技とす」という口上の下、南蛮の刀剣や二振りの刀を構えることは禁じられている。
心形唐流（）
伊羽軒秋が数十年前に興した流派。現在は、伊羽研水が二代目を継承しており、高尾山の山奥にある伊羽指南所と呼ばれる道場を拠点としている。
無骸流（）
吐鉤群によって作られた逸刀流剣士の首を狙う流派。流派を語っているが、その実態は構成員全員が死罪人である師範や道場を持たない公儀に反抗する分子を抹殺するための地下組織となっている。
血仙蟲（）
ラマ僧によって生み出された究極の延命術。体内に巣食う「蟲」が破壊した体組織の代行となり、傷口を止血して瞬時に結合・再生するため、宿主は不死身となる。通常であれば脳や心臓を急所とするが、不死身となったことでその意味を失くし、その切断された部位を切断面同士を合わせることで瞬時に接合・修復される。
血仙殺（）
血仙蟲の効力を失くす毒薬。宿主がこれを摂すると蟲の死結を分解させ、傷口を新しいものから順に開かせ、最悪の場合、死に至る。

## 書誌情報

### 単行本
- 沙村広明 『無限の住人』 講談社〈アフタヌーンKC〉、全30巻
  1. 1994年9月19日発売、ISBN 4-06-314090-3
  2. 1994年12月15日発売、ISBN 4-06-314101-2
  3. 1995年4月17日発売、ISBN 4-06-314109-8
  4. 1995年10月18日発売、ISBN 4-06-314119-5
  5. 1996年8月20日発売、ISBN 4-06-314137-3
  6. 1997年6月19日発売、ISBN 4-06-314151-9
  7. 1997年10月16日発売、ISBN 4-06-314165-9
  8. 1998年7月17日発売、ISBN 4-06-314183-7
  9. 1999年6月18日発売、ISBN 4-06-314210-8
  10. 2000年4月17日発売、ISBN 4-06-314238-8
  11. 2001年1月19日発売、ISBN 4-06-314259-0
  12. 2002年2月19日発売、ISBN 4-06-314268-X
  13. 2002年11月20日発売、ISBN 4-06-314306-6
  14. 2003年7月17日発売、ISBN 4-06-314326-0
  15. 2004年1月23日発売、ISBN 4-06-314337-6
  16. 2004年5月21日発売、ISBN 4-06-314348-1
  17. 2004年11月22日発売、ISBN 4-06-314363-5
  18. 2005年6月23日発売、ISBN 4-06-314380-5
  19. 2006年4月21日発売、ISBN 4-06-314409-7
  20. 2006年10月23日発売、ISBN 4-06-314430-5
  21. 2007年6月22日発売、ISBN 978-4-06-314455-0
  22. 2007年12月21日発売、ISBN 978-4-06-314480-2
  23. 2008年6月23日発売、ISBN 978-4-06-314509-0
  24. 2009年2月23日発売、ISBN 978-4-06-314548-9
  25. 2009年9月23日発売、ISBN 978-4-06-314591-5
  26. 2010年5月21日発売、ISBN 978-4-06-310654-1
  27. 2011年1月21日発売、ISBN 978-4-06-310722-7
  28. 2011年10月21日発売、ISBN 978-4-06-310775-3
  29. 2012年5月23日発売、ISBN 978-4-06-387818-9
  30. 2013年2月22日発売、ISBN 978-4-06-387869-1
- 滝川廉治（原作） / 陶延リュウ（作画） / 沙村広明（協力） 『無限の住人〜幕末ノ章〜』 講談社〈アフタヌーンKC〉、全10巻
  1. 2019年10月23日発売[10][11]、ISBN 978-4-06-517178-3
  2. 2020年4月23日発売[12]、ISBN 978-4-06-519085-2
  3. 2020年10月23日発売[13][14]、ISBN 978-4-06-521106-9
  4. 2021年4月23日発売[15]、ISBN 978-4-06-522910-1
  5. 2021年10月21日発売[16]、ISBN 978-4-06-525163-8
  6. 2022年4月21日発売[17]、ISBN 978-4-06-527420-0
  7. 2022年10月21日発売[18]、ISBN 978-4-06-529471-0
  8. 2023年4月21日発売[19]、ISBN 978-4-06-531371-8
  9. 2023年11月22日発売[20]、ISBN 978-4-06-533535-2
  10. 2024年8月22日発売[21]、ISBN 978-4-06-536498-7

### 新装版
- 沙村広明 『新装版 無限の住人』 講談社〈KCデラックス〉、全15巻
  1. 2016年8月23日発売、ISBN 978-4-06-388177-6
  2. 2016年8月23日発売、ISBN 978-4-06-388178-3
  3. 2016年8月23日発売、ISBN 978-4-06-388179-0
  4. 2016年9月23日発売、ISBN 978-4-06-393031-3
  5. 2016年9月23日発売、ISBN 978-4-06-393032-0
  6. 2016年10月21日発売、ISBN 978-4-06-393057-3
  7. 2016年10月21日発売、ISBN 978-4-06-393058-0
  8. 2016年11月22日発売、ISBN 978-4-06-393079-5
  9. 2016年11月22日発売、ISBN 978-4-06-393080-1
  10. 2016年12月22日発売、ISBN 978-4-06-393107-5
  11. 2016年12月22日発売、ISBN 978-4-06-393108-2
  12. 2017年1月23日発売、ISBN 978-4-06-393119-8
  13. 2017年1月23日発売、ISBN 978-4-06-393120-4
  14. 2017年2月23日発売、ISBN 978-4-06-393151-8
  15. 2017年2月23日発売、ISBN 978-4-06-393152-5

### 廉価版
- 沙村広明 『新装版 無限の住人』 講談社〈講談社プラチナコミックス〉、全4巻
  1. 「不死身の用心棒編」2017年4月26日発売、ISBN 978-4-06-386163-1
  2. 「宿敵乱舞編」2017年5月10日発売、ISBN 978-4-06-386166-2
  3. 「流離の関所越え編」2017年5月17日発売、ISBN 978-4-06-386167-9
  4. 「血染めの徒花編」2017年5月24日発売、ISBN 978-4-06-386168-6

### 小説
- 沙村広明（原作） / 大迫純一（著） 『無限の住人 刃獣異聞』 講談社〈KCノベルス〉、2008年7月18日初版発行、ISBN 978-4-06-373323-5
  - 文庫版[注 2]（2013年2月21日発売）、ISBN 978-4-06-375283-0

### 関連書籍
- 『無限の住人ポストカ－ド・ブック』1996年3月28日発売、ISBN 4-06-330009-9
- 『艶浪 「無限の住人」画集』2008年6月21日発売、ISBN 978-4-06-364723-5
- 『TV ANIMATION 無限の住人 BLADE OF THE IMMORTAL 公式読本』2008年11月21日発売、ISBN 978-4-06-375580-0

## アニメ

### テレビアニメ
AT-X開局10周年記念作品・アフタヌーン創刊20周年記念作品として、2008年7月13日より、AT-Xにて放送された。また、2009年3月5日からはテレ玉『アニたま』枠にて放送された。ストーリーの時系列に一部変更がある。原作者の沙村が、第10話にて脇役の声優を務めた。
放映時には暴力的・性的な描写を含むことを注意喚起するテロップが挿入され、過激な描写（おもに死体や斬り取られた身体の一部のアップ）には黒い影状の修正が入れられた。

#### キャスト
- 万次 - 関智一[22]
- 浅野凜 - 佐藤利奈[22]
- 町 - 坂本真綾[22]
- 天津影久 - 野島裕史[22]
  - 天津影久（少年時代） - 根本圭子
- 黒衣鯖人 - 江原正士[22]
- 凶戴斗 - 中井和哉[22]
- 閑馬永空 - 小西克幸
- 乙橘槇絵 - 能登麻美子
- 天津三郎 - 大川透
- 川上新夜 - 浪川大輔
- 尸良 - 三木眞一郎
- 百琳 - 豊口めぐみ
- 偽一 - 森川智之
- 真理路 - 内田夕夜
- 真琴 - 羽多野渉
- 吐鉤群 - 菅生隆之
- 宗理 - 関俊彦
- 恋 - 千葉紗子
- 八百比丘尼 - 京田尚子
  - 偽八百比丘尼 - 巴菁子

#### スタッフ
- 監督 - 真下耕一[22]
- シリーズ構成 - 川崎ヒロユキ[22]
- キャラクターデザイン - 山下喜光[22]
- 得物デザイン - 肥塚正史
- 色彩設計 - 小島真喜子
- 特殊効果 - 加茂あゆみ
- 美術監督 - 海野よしみ
- 撮影監督 - 五十嵐慎一、斎藤仁
- 音響監督 - なかのとおる
- 音楽 - 大谷幸
- エグゼクティブプロデューサー - 針生雅行、関澤新二、石川みちる
- プロデューサー - 松下卓也、木下哲哉、森下勝司、山田昇
- アニメーションプロデューサー - 村岡秀昭、丸亮二、清水孝泰、田中憲一朗
- アニメーション制作協力 - Production I.G
- アニメーション制作 - ビィートレイン[22]
- 製作 - 浅野道場復興会

#### 主題歌
オープニングテーマ「赤いウサギ」
作詞 - 愛華 / 作曲 - 大谷幸 / 歌 - 枕草子
エンディングテーマ「wants」
作詞 - 田中和将 / 作曲 - 亀井亨 / 編曲 - 長田進&GRAPEVINE / 歌 - GRAPEVINE

#### 各話リスト
| 話数   | サブタイトル | 脚本         | 絵コンテ          | 演出           | 作画監督          | 放送日時       |
| ------ | ------------ | ------------ | ----------------- | -------------- | ----------------- | -------------- |
| 第1話  | 罪人         | 川崎ヒロユキ | 真下耕一          | 黒川智之       | 山下喜光          | 2008年 7月13日 |
| 第2話  | 征服         | 川崎ヒロユキ | 澤井幸次          | 澤井幸次       | 天崎まなむ        | 7月27日        |
| 第3話  | 恋詠         | 川崎ヒロユキ | 有江勇樹          | 有江勇樹       | 天崎まなむ 門智昭 | 8月10日        |
| 第4話  | 天才         | 川崎ヒロユキ | モリヲカヒロシ    | モリヲカヒロシ | 津幡佳明          | 8月24日        |
| 第5話  | 執人         | 川崎ヒロユキ | 黒川智之          | 黒川智之       | 佐々木睦美        | 9月7日         |
| 第6話  | 蟲の唄       | 川崎ヒロユキ | 有江勇樹          | 有江勇樹       | 天崎まなむ        | 9月21日        |
| 第7話  | 三途         | 川崎ヒロユキ | 澤井幸次          | 澤井幸次       | 山下喜光          | 10月5日        |
| 第8話  | 爪弾         | 川崎ヒロユキ | モリヲカヒロシ    | モリヲカヒロシ | 落合瞳            | 10月19日       |
| 第9話  | 夢弾         | 川崎ヒロユキ | 黒川智之          | 黒川智之       | 津幡佳明          | 11月2日        |
| 第10話 | 變面         | 金巻兼一     | 澤井幸次 有江勇樹 | 澤井幸次       | 佐々木睦美        | 11月16日       |
| 第11話 | 羽根         | 金巻兼一     | 澤井幸次          | 澤井幸次       | 天崎まなむ        | 11月30日       |
| 第12話 | 斜凜         | 川崎ヒロユキ | モリヲカヒロシ    | モリヲカヒロシ | 落合瞳            | 12月14日       |
| 第13話 | 風           | 川崎ヒロユキ | 澤井幸次          | 黒川智之       | 山下喜光          | 12月28日       |

#### 放送局
| 放送期間                 | 放送時間                                                              | 放送局               | 対象地域 | 備考                                 |
| ------------------------ | --------------------------------------------------------------------- | -------------------- | -------- | ------------------------------------ |
| 2008年7月13日 - 12月29日 | 隔週月曜 0:00 - 0:30（隔週日曜深夜）                                  | AT-X                 | 日本全域 | CS放送 / 字幕放送 / リピート放送あり |
| 2009年3月6日 - 5月29日   | 金曜 0:30 - 1:00（木曜深夜）                                          | テレ玉               | 埼玉県   | 『アニたま』枠                       |
| 2017年4月12日 - 5月24日  | 水曜 1:00 - 2:00（火曜深夜） 水曜 1:00 - 1:30（火曜深夜、第13話のみ） | 時代劇専門チャンネル | 日本全域 | CS放送 / 第12話までは2話連続放送     |

| 配信期間                      | 配信時間        | 配信サイト |
| ----------------------------- | --------------- | ---------- |
| 2008年7月27日 - 2009年1月11日 | 日曜 12:00 更新 | GYAO!      |

### Webアニメ
『無限の住人-IMMORTAL-』（むげんのじゅうにん イモータル）のタイトルで、2019年10月10日よりAmazon Prime Videoにて配信。翌年2020年4月8日から9月16日までTOKYO MXと毎日放送にて放送された。

#### キャスト（Webアニメ）
- 万次 - 津田健次郎[24]
- 浅野凜 - 佐倉綾音[24]
- 天津影久 - 佐々木望[26]
  - 天津影久（少年時代） - 梶裕貴
- 凶戴人 - 鈴木達央[26]
- 黒衣鯖人 - 花輪英司[26]
- 閑馬永空 - 咲野俊介[26]
- 乙橘槇絵 - 桑島法子[26]
- 阿葉山宗介 - ふくまつ進紗[26]
- 天津三郎 - 秋元羊介[27]
- 川上新夜 - 小原雅人[27]
- 尸良 - 奈良徹[27]
- 百琳 - 林真里花[27]
- 偽一 - 白熊寛嗣[27]
- 真理路 - 小林親弘[27]
- 真琴 - 梅田修一朗
- 吐鉤群 - 中田譲治[27]
- 宗理 - 関智一[27]
- 恋 - 白石涼子
- 八百比丘尼 - 真山亜子[27]
  - 偽八百比丘尼 - 伊沢磨紀

#### スタッフ（Webアニメ）
- 原作 - 沙村広明[24]
- 監督 - 浜崎博嗣[24]
- シリーズ構成 - 深見真[24]
- キャラクターデザイン - 小木曽伸吾[24]
- 美術監督 - 工藤ただし[24]
- 色彩設定 - 篠原愛子[24]
- 撮影監督 - 増元由紀大[24]
- 3DCGディレクター - 市川孝次[24]
- 編集 - 長谷川舞[24]
- 音響監督 - 清水洋史[24]
- 音響効果 - 武藤晶子[24]
- 音楽 - 石橋英子[24]
- 音楽プロデューサー - 堀切伸二
- プロデューサー - 椿本康雄、北本森生、青井宏之、麻生一宏
- アニメーション制作 - ライデンフィルム[24]
- 製作 - 『無限の住人 -IMMORTAL-』製作委員会

#### 主題歌（Webアニメ）
第1クール オープニングテーマ「SURVIVE OF VISION」
作詞・作曲・歌 - 清春 / 編曲 - 三代堅、清春
第2クール オープニングテーマ「無限の住人 武闘編」
作詞・作曲 - 和嶋慎治 / 歌・編曲 - 人間椅子

#### 各話リスト（Webアニメ）
| 話数       | サブタイトル               | 脚本     | 絵コンテ          | 演出              | 作画監督 | 総作画監督                                                           | 配信日          |
| ---------- | -------------------------- | -------- | ----------------- | ----------------- | --- | -------------------------------------------------------------------- | --------------- |
| 第一幕     | 遭逢─そうほう─             | 深見真   | 浜崎博嗣          | 駒田由貴          | 小木曽伸吾 | 小木曽伸吾                                                           | 2019年 10月10日 |
| 第二幕     | 開闢─かいびゃく─           | 深見真   | 中野涼子          | 中野涼子          | 箕輪豊 伊藤大翼 | 小木曽伸吾                                                           | 2019年 10月10日 |
| 第三幕     | 夢弾─ゆめびき─             | 深見真   | 浜崎博嗣          | 川久保主史        | 渡邊和夫 北原広大 依田正彦 鈴木奈都子 | 小木曽伸吾                                                           | 10月17日        |
| 第四幕     | 斜凜─しゃりん─             | ケンゼン | 二宮壮史          | 村山靖 小野田雄亮 | 山村俊了 中井恵巳 中岡響香 清水博幸 鎌田均 | -                                                                    | 10月24日        |
| 第五幕     | 蟲の唄─むしのうた─         | 深見真   | 川尻善昭          | 山内愛弥          | なまためやすひろ | 箕輪豊                                                               | 10月31日        |
| 第六幕     | 羽根─はね─                 | ケンゼン | 福田道生          | 藤代和也          | 清水勝祐 森悦史 鎌田均 | 渡邊和夫                                                             | 11月7日         |
| 第七幕     | 凶影─きょうえい─           | 深見真   | おざわかずひろ    | 池田ユウキ        | 奥野倫史 中智あすか | -                                                                    | 11月14日        |
| 第八幕     | 無骸流─むがいりゅう─       | ケンゼン | 中野涼子          | 中野涼子          | 鈴木奈都子 沼田広 黒鳥剣 | -                                                                    | 11月21日        |
| 第九幕     | 群─むら─                   | 深見真   | 駒田由貴          | 駒田由貴          | 清山滋崇 依田正彦 後藤孝宏 | 渡邊和夫                                                             | 11月28日        |
| 第十幕     | 獣─けもの─                 | ケンゼン | 福田己津央        | 川久保主史        | なまためやすひろ 角谷理 門智昭 前原薫 | 北原広大                                                             | 12月5日         |
| 第十一幕   | 秋霜─しゅうそう─           | 深見真   | 山内愛弥          | 山内愛弥          | なまためやすひろ 黒鳥剣 清水勝祐 中岡響香 古瀬登 南伸一郎 山口光紀 青野厚司 | -                                                                    | 12月12日        |
| 第十二幕   | 終血─しゅうけつ─           | 深見真   | 宮尾佳和          | 石井輝 水本葉月   | 依田正彦 岡田雅人 小澤円 加野晃 沼田広 中岡響香 | 依田正彦                                                             | 12月19日        |
| 第十三幕   | 誰そ彼─たそかれ─           | 深見真   | 吉岡忍            | 石井輝            | 鵜池一馬 山村俊了 石﨑裕子 やまだまや 斉藤香織 | 北原広大                                                             | 12月26日        |
| 第十四幕   | 改起─かいき─               | ケンゼン | 尾﨑隆晴          | 久保山英一        | 中智あすか 奥野倫史 鎌田均 清水勝祐 | -                                                                    | 2020年 1月2日   |
| 第十五幕   | 臓承─ぞうしょう─           | ケンゼン | 宮尾佳和          | 藤代和也          | 沼田広 鈴木奈都子 黒鳥剣 緒方厚 | 渡邊和夫 なまためやすひろ                                            | 1月16日         |
| 第十六幕   | 肢転─してん─               | ケンゼン | 森邦宏            | 森邦宏 石井輝     | 岡田正和 前原薫 門智昭 増田俊介 北原広大 小澤円 山口光紀 加野晃 鎌田均 黒鳥剣 南伸一郎 古瀬登 吉田伊久雄 中井恵巳                                                                  | 北原広大 なまためやすひろ 奥野倫史                                   | 1月23日         |
| 第十七幕   | 儀結─ぎけつ─               | ケンゼン | 山内愛弥          | 山内愛弥          | なまためやすひろ 鵜池一馬 中岡響香 依田正彦 黒鳥剣 門智昭 青野厚司 清水勝祐 | なまためやすひろ 北原広大                                            | 1月30日         |
| 第十八幕   | 鬼哭─きこく─               | 深見真   | 駒田由貴          | 北村淳一          | やまだまや 山村俊了 小澤円 前原薫 岡田正和 後藤孝宏 山口光紀 栗原基彦 山本真理子                                                                                                   | 中智あすか 奥野倫史                                                  | 2月6日          |
| 第十九幕   | 鏖─みなごろし─             | 深見真   | 大石美絵          | 大石美絵          | なまためやすひろ 北原広大 緒方厚 南伸一郎 古瀬登 鎌田均 | なまためやすひろ 北原広大                                            | 2月13日         |
| 第二十幕   | 霏々─ひひ─                 | ケンゼン | 金井次朗          | 髙田美里 武市直子 | 清水勝祐 星野真澄 岡田正和 黒鳥剣 小澤円 山口光紀 前田義宏 前原薫 西川雅史 青野厚司 後藤孝宏 中井恵巳 緒方厚 門智昭 石川慎亮 吉田伊久雄                                            | 中智あすか 奥野倫史                                                  | 2月27日         |
| 第二十一幕 | 陥穽─かんせい─             | ケンゼン | 中野涼子          | 中野涼子          | やまだまや 中野涼子 古瀬登 山口光紀 中岡響香 南伸一郎 阿部安佳里 佐藤愛架 | 渡邊和夫 北原広大 なまためやすひろ                                   | 3月5日          |
| 第二十二幕 | 十掉尾─じゅっとうび─       | 深見真   | 宮尾佳和 駒田由貴 | 藤代和也 石井輝   | 鎌田均 岡田正和 小澤円 星野真澄 黒鳥剣 青野厚司 山村俊了 山口光紀 前原薫 吉岡勝 清水勝祐 雨宮英雄 佐野陽子 後藤孝宏 栗原基彦 西川雅史 南伸一郎 西道拓哉 池田志乃 古瀬登 吉田伊久雄 | 奥野倫史 北原広大 なまためやすひろ                                   | 3月12日         |
| 第二十三幕 | 焉舞百景─えんぶひゃっけい─ | ケンゼン | 坂本一也          | 山内愛弥 山崎立士 | 池田志乃 古瀬登 鵜池一馬 岡田正和 黒鳥剣 山口光紀 清水勝祐 吉岡勝 鎌田均 小澤円 南伸一郎 青野厚司 門智昭 山村俊了 後藤孝宏                                                         | 箕輪豊 中智あすか 北原広大 なまためやすひろ 奥野倫史                 | 3月19日         |
| 第二十四幕 | 無限の住人                 | 深見真   | 駒田由貴 中野涼子 | 駒田由貴          | やまだまや 中野涼子 鵜池一馬 清水勝祐 前田義宏 吉岡勝 佐野陽子 伊藤大翼 前原薫 山口光紀 門智昭 藤井望 内藤伊之介 新妻大輔                                                          | 箕輪豊 田澤潮 渡邊和夫 北原広大 中智あすか 奥野倫史 なまためやすひろ | 3月26日         |

#### 放送局（Webアニメ）
| 放送期間               | 放送時間                     | 放送局   | 対象地域   | 備考                           |
| ---------------------- | ---------------------------- | -------- | ---------- | ------------------------------ |
| 2020年4月8日 - 9月16日 | 水曜 1:35 - 2:05（火曜深夜） | TOKYO MX | 東京都     |                                |
|                        | 水曜 3:30 - 4:00（火曜深夜） | 毎日放送 | 近畿広域圏 | 製作参加 / 『アニメ特区』第3部 |

## 舞台
2016年2月11日から2月17日に劇団ヘロヘロQカムパニーにより全労済ホール／スペースゼロにて初演が公演された。
2018年5月13日から5月22日に劇団ヘロヘロQカムパニーにより全労済ホール／スペースゼロにて『無限の住人 完結編』が公演された。

### キャスト（舞台・2016年）
役名のある兼務は記載するが、アンサンブルの兼務は割愛する。
| - 万次 - 関智一 - 浅野凛 - 福圓美里（子供時代 - 田中栞） - 天津影久 - 浪川大輔 - 乙橘槇絵 - 長沢美樹（子供時代 - 湯田桜花） - 凶戴斗 - 沖野晃司 - 川上新夜 - 湯田昌次 - 黒衣鯖人 - 田中精 - 閑馬永空 - 井上晋吾 - 糸伊 - 三原一太 - 八角蔦五 - 粟津貴嗣 - 隅乃軒栄 - 近藤浩徳 - 火瓦 - 森山光治良 - 珠崎 - 中谷大介 - 鬼抜 - 近藤浩徳 - 吐鉤群 - 中尾隆聖 - 百琳 - 那珂村たかこ - 偽一 - 大高雄一郎 - 尸良 - 島田朋尚 - 真理路 - 大谷秀一郎 - 真琴 - 大石達也 - 八百比丘尼 - 大場達也 - 浅野虎厳 - 三原一太 | - 伊羽研水 - 中博史 - 伊羽密花 - 白石涼子 / 加藤杏奈（Wキャスト） - 虎杖 - 置鮎龍太郎 / 湯田昌次（Wキャスト） - 入谷 - 木村昴 / 岩崎諒太（Wキャスト） - 滝 - 佐藤慎也 - 浅野時 - 久保梨瑛 - 天津三郎（若い頃） - 正野大輔 - 川上練造 - 湯浅涼 - 恋 - 杉崎聡美 - 葉矢 - 椎名へきる（友情出演） - 静 - 進藤初香 - 八重 - 大村彩 - 茶屋の女 - 相原美沙 - 巻百合 - 飯田誠規 - 春川義明 - Velo武田 - 春川吹 - 加藤美佐 - 賽河屋 - 古屋貴士、小林慎之介 - 悪党 - 山口真弥 - 旅人 - 氏家穂那美、光部樹 - 女 - 山口晏奈、櫻井殊 - 師（声の出演） - 小西克幸 |

### キャスト（舞台・2018年）
役名のある兼務は記載するが、アンサンブルの兼務は割愛する。
| - 万次 - 関智一 - 浅野凜 - 福圓美里 - 天津影久 - 浪川大輔 / 根本正勝（Wキャスト） - 乙橘槇絵 - 長沢美樹 - 吐鉤群 - 中尾隆聖 - 御岳 - 置鮎龍太郎 - 阿葉山宗介 - 中博史 - 凶戴斗 - 沖野晃司 - 馬絽祐実 - 小西克幸 / 湯田昌次（Wキャスト） - 怖畔 - 永徳 - 吉乃瞳阿 - 中山ヤスカ - 八苑狼夷作 - 木村昴 - 果心居士 - 近藤浩徳 - 亜門國光 - 小玉雄大 - 品田 - 大石達也 - 川上新夜 - 湯田昌次 - 杣燎 - 名塚佳織 - 荒篠獅子也 - 稲田徹 - 弩馬心兵 - 下川真矢 - 八宗足江進 - 田中精 - 伴殷六 - 小林慎之介 - 叢咲正造 - 光部樹 - 目黒 - 人見早苗 - たんぽぽ - 山本夢 - 黒衣鯖人 - 田中精 - 偽一 - 大髙雄一郎 - 百琳 - 那珂村たかこ | - 尸良 - 島田朋尚 - 川上練造 - 正野大輔 - 綾目歩蘭人 - 島﨑信長 - 虎右ェ門 - 岩崎諒太 - 出羽介 - 飯田誠規 - 英于彦 - 三原一太 - 恵那 - 久保梨瑛 - 三潴 - 杉崎聡美 - 菟田 - 稲垣祐希絵 - 諫早 - 井上舞香 - 浅野虎厳 - 三原一太 - 浅野時 - 久保梨瑛 - 吐志摩 - 加藤杏奈 - 吐索太郎 - 藤本由布菜 - ナンダ郎 - 相原美沙 - 八百比丘尼 - 大場達也 - 蛇組 - 田沼ジョージ、林宏樹、松田智晃、千代美幸、山口拓巳 - 鵺一号 - 小笠原祐太 - 無法者 - 堀田慶斗 - 町人 - 進藤初香、大村彩、櫻井殊、加藤絵里香、國井紫苑 - 番士 - 辻原智也、遠藤達海、齋藤雄介、西畑証宣、明賀義嗣、三好拓朗、山本翔太、山本悠人 - 与力 - 野崎利有次 - 医者 - 谷口純進 - 罪人 - 秋元涼太朗、星本一樹 - 浮浪児 - 小賀野瑞樹 - 浮浪者 - 西村晃一 |

### スタッフ（舞台）
2016年
- 脚本 - 島田朋尚
- 演出 - 関智一
- 脚本協力 - 小野真一
- 音楽 - 水谷広実、藤澤健至、アトミックモンキー制作部[43]

2018年
- 脚本 - 島田朋尚、関智一
- 演出 - 関智一
- 音楽 - 水谷広実、アトミックモンキー制作部[44]

### 主題歌（舞台）
- 「沙羅双樹‐SHARASOJU‐」（作・編曲 - 杉浦"ラフィン"誠一郎）[45][46]

## 映画
2015年10月に実写映画化が発表され、作者の沙村にとっては初の実写映像化となった。監督は三池崇史。2015年11月から2016年1月中旬まで撮影され、2017年4月29日に公開された。
PG12指定。キャッチコピーは「不死身って、死ぬほどめんどくせぇ。」「1人対300人（全員敵）“ぶった斬り”エンタテイメント」。 2017年5月17日から開催される第70回カンヌ国際映画祭のアウト オブ コンペティション部門として公式選出され、北米、イギリス、オーストラリア、ドイツ、でも公開された。

### キャスト（映画）
- 万次 - 木村拓哉
- 浅野凜 / 町 - 杉咲花[50]
- 天津影久 - 福士蒼汰[51]
- 尸良 - 市原隼人[51]
- 乙橘槇絵 - 戸田恵梨香[51]
- 百琳 - 栗山千明[51]
- 凶戴斗 - 満島真之介[51]
- 司戸菱安 - 金子賢
- 八百比丘尼 - 山本陽子
- 黒衣鯖人 - 北村一輝[51]
- 刀鍛冶 - 福本清三
- 宇留間 - 出合正幸
- 偽一 - 北代高士[52]
- 火瓦 - 新妻聡
- 真琴 - 平岡拓真
- お静 - ちすん
- 八角蔦五 - 山口祥行
- 花田 - 本山力
- 賽河屋 - 清家一斗、堀田貴裕
- 司戸の手下 - 黒石高大、一ノ瀬ワタル、笠原竜司、小橋正佳、夏山剛一
- お恋 - 加藤千果
- 園英子
- 阿葉山宗介 - 石橋蓮司
- 浅野虎巌 - 勝村政信
- 浅野時 - 真飛聖
- 浅野虎秀 - 菅田俊
- 天津三郎 - 音尾琢真
- 浅野虎行 - 大西信満
- 閑馬永空 - 市川海老蔵[51]
- 吐鉤群 - 田中泯[51]
- 伊羽研水 - 山﨑努[51]

### スタッフ（映画）
- 原作 - 沙村広明「無限の住人」（講談社「月刊アフタヌーン」所載）
- 監督 - 三池崇史
- 脚本 - 大石哲也
- 音楽 - 遠藤浩二
- 主題歌 - MIYAVI「Live to Die Another Day -存在証明-」（UNIVERSAL MUSIC）
- 製作 - 高橋雅美、亀山慶二、吉羽治、ピーター・ワトソン、鄭泰成、奥野敏聡、大川ナオ、荒波修
- エグゼクティブプロデューサー - 小岩井宏悦
- プロデューサー - 坂美佐子、前田茂司、ジェレミー・トーマス
- 撮影 - 北信康（J.S.C.）
- 照明 - 渡部嘉
- 録音 - 中村淳
- 美術 - 松宮敏之
- 装飾 - 極並浩史
- 編集 - 山下健治
- スーパーバイジングサウンドエディター - 勝俣まさとし
- キャラクタースーパーバイザー - 前田勇弥
- ヘアメイクディレクター - 冨沢ノボル
- 特殊メイクアップ - 松井祐一、三好史洋
- 殺陣 - 辻井啓伺、出口正義
- 画コンテ - 相馬宏光
- 書 - 岡本美香
- 特殊武器 - 坂本朗
- キャスティングスーパーバイザー - 柿崎裕治
- セキュリティースーパーバイザー - 古谷謙一
- キャスティングプロデューサー - 杉野剛
- ラインプロデューサー - 今井朝幸、善田真也
- 助監督 - 倉橋龍介
- 制作担当 - 青木智紀
- VFXスーパーバイザー - 太田垣香織
- コンポジットスーパーバイザー - 橋本聡
- VFXコーディネーター - 川出海
- 企画協力 - 平田掛彦、丸田順悟
- 監修 - 金井暁、北嶌徹（講談社 「月刊アフタヌーン」編集部）
- 脚本分析 - 田中靖彦
- 制作プロダクション - OLM
- 制作協力 - 楽映舎、東映京都撮影所
- 製作幹事・配給 - ワーナー・ブラザース映画
- 製作 - 映画「無限の住人」製作委員会（ワーナー・ブラザース映画、テレビ朝日、講談社、ジェイ・ストーム、Recorded Picture Company、CJ E&M、OLM、研音、GYAO）

### 評価
ガーディアンのジョーダン・ホフマンは5つ星中4つ星を与えた。「巨大な二重の剣、鋭いアンビルのような斧、鎖に取り付けられた刃、あらゆる機会に登場する手裏剣など、映画が奇妙な武器に耽るとき本当に楽しく輝く」「もしあなたが今年一風変わった、そして時に吐き気を伴う血塗れの侍映画を見に行くなら、これはその1つだ」。ハリウッド・リポーターのハリー・ウィンザーは、この映画は『十三人の刺客』よりも「思い出に残るもの」ではないが、「それでも長く、専門的に振り付けられた定期的な剣の戦いと血と切断が好きな人にとっては、まだ楽しめる」とコメントした。
米批評家サイト"Rotten Tomatoes"での批評家の評価は85%、世界最大のオンラインデータベース"IMDb"での評価ポイントは「☆6.8」。スイス、ニュージーランドでも公開。
第70回カンヌ国際映画祭での公式上映の際には、2,300人の観客と共に作品を鑑賞した。上映後、スタンディングオベーションが贈られた。
米大手映画データベースサイト"IMDb"が「わたしたちが好きな2017年ベストポスター」と題し、アメリカで公開・公開予定の映画や、ドラマの印象に残るポスター110選を公表。アジアを舞台にした劇映画の中で唯一、本作品のポスターが選ばれた。中にはDC作品の『ジャスティス・リーグ』やマーベルの『ブラックパンサー』、『スター・ウォーズ/最後のジェダイ』などは、それぞれのキャラクタービジュアルもランクインしていた。

### 興行成績
週末興行成績は6位（4/29-4/30）→8位（5/6-5/7）→10位（5/13-5/14）→14位（5/20-5/21）→21位（5/27-5/28）→25位（6/3-6/4）を記録。

## 関連商品
無限の住人ポストカードブック 三十二幻唱（1996年、講談社）
作中のイラストを使用したポストカードブック。
無限の住人 イメージアルバム（1996年、ポニーキャニオン）
人間椅子によるアルバムCD。
侍（2002年、プレイステーション2用ゲームソフト、スパイク）
隠しキャラとして万次が登場する。
無限の住人 武器屋（えものや）24時間 武器コレクションフィギュア（2006年、ボーフォードジャパン）
作中に登場する武器のフィギュア。沙村広明が監修を務める。全11種。
艶浪 「無限の住人」画集（2008年、講談社）
カラーイラストおよび鉛筆画を収録している。
無限の住人 刃獣異聞（2008年、講談社）
大迫純一によるノベライズ作品。内容は小説オリジナル。2013年2月に講談社ラノベ文庫からも刊行されている。
無限の住人 凛と卍の切り捨て御免（2008年、講談社）
モバイルゲームサイトの会員向けコンテンツのゲーム。